# Прем (Ілірська Бистриця)
Прем (словен. Prem) — поселення в общині Ілірська Бистриця, Регіон Нотрансько-крашка, Словенія. Висота над рівнем моря: 475 м.

## Відомі люди
- Драготін Кетте (1876–1899) — словенський поет та перелкдач.